# 前村久美子
前村 久美子（まえむら くみこ、1984年7月19日 - ）は、日本の女優。
鹿児島県鹿屋市出身。グッドラックカンパニー所属。東京音楽大学ピアノ科を卒業

## 人物
特技はピアノで、4歳の頃から演奏しており、コンクールでの入賞経験もある。他にも歌、社交ダンス、水泳、鹿児島弁を挙げる。
趣味としてショッピング、作詞・作曲、映画・音楽鑑賞、ネイル、料理、ぬか漬けを挙げる。

## 出演

### 映画
- 女子大生怪奇倶楽部（2012年）
- いないいない ばあ（2013年）
- 聲の形（2015年）
- 花とアリス殺人事件（2015年）

### 舞台
- 車椅子の結婚式（2009年）
- ザ・デッド・エンド 〜1億円か殺人犯か史上最悪のゲームが始まる〜（2011年）